# Azúr kotinga
Az azúr kotinga (Cotinga amabilis) a madarak (Aves) osztályának a verébalakúak (Passeriformes) rendjéhez, ezen belül a kotingafélék (Cotingidae) családjához tartozó faj.

## Rendszerezése
A fajt John Gould angol ornitológus írta le 1766-ban.

## Előfordulása
Mexikó, Guatemala, Belize, Honduras, Nicaragua, Costa Rica és Panama területén honos. Természetes élőhelyei a szubtrópusi vagy trópusi síkvidéki és hegyi esőerdők. Állandó, nem vonuló faj.

## Megjelenése
Átlagos testhossza 19 centiméter, testtömege 66–75 gramm. A hím tollazata égszínkék, kivéve a torkát és egy szív alakú foltot a mellén, mely vöröses.
|  |  |

## Életmódja
Gyümölcsökkel és rovarokkal táplálkozik.

## Szaporodása
Lombok közé rejti csésze alakú fészkét.

## Természetvédelmi helyzete
Az elterjedési területe rendkívül nagy, egyedszáma ugyan csökken, de még nem éri el a kritikus szintet. A Természetvédelmi Világszövetség Vörös listáján nem fenyegetett fajként szerepel.